# Jurō Kobayashi
Pour les articles homonymes, voir Kobayashi.
Jurō Kobayashi (小林寿郎, Kobayashi Jurō), né à Kumamoto, au Japon, en 1949, est un astronome amateur Japonais.
D'après le centre des planètes mineures, il a découvert deux astéroïdes : (9993) Kumamoto, le 6 novembre 1997, et (21254) Jonan, le 24 janvier 1996.
L'astéroïde (6022) Jyuro porte son nom.